# Bertran de Born
Bertran de Born (1140 - després de 1215) va ser un noble, trobador i soldat occità.
Fou vescomte d'Autafort (Hautefort en francès). Lluità amb el seu germà Constantí per la possessió única de l'herència familiar que fins llavors havíen compartit i va aconseguir expulsar-lo. També va participar en l'enfrontament entre el rei Enric II d'Anglaterra i els seus fills, i es va aliar amb el fill primogènit d'Enric II el Jove per enfrontar-se al seu germà menor Ricard cor de Lleó.
L'any 1195 Bertran va abandonar la seva vida de cavaller i trobador per ingressar a l'Abadia de Dalon, situada a Sent Trian i que pertanyia a l'orde del Cister, per apartar-se del món. Finalment, hi va morir l'any 1215.
El seu fill, anomenat també Bertran, és també trobador, autor d'alguns sirventesos. En els cançoners se l'anomena Bertran de Born lo Filhs ("el fill").
A la Divina Comèdia de l'escriptor florentí Dante Alighieri, Bertran de Born apareix a l'Infern amb el cap separat del tronc com a càstig per haver sembrat la discòrdia entre el rei d'Anglaterra i els seus fills.

## Obra

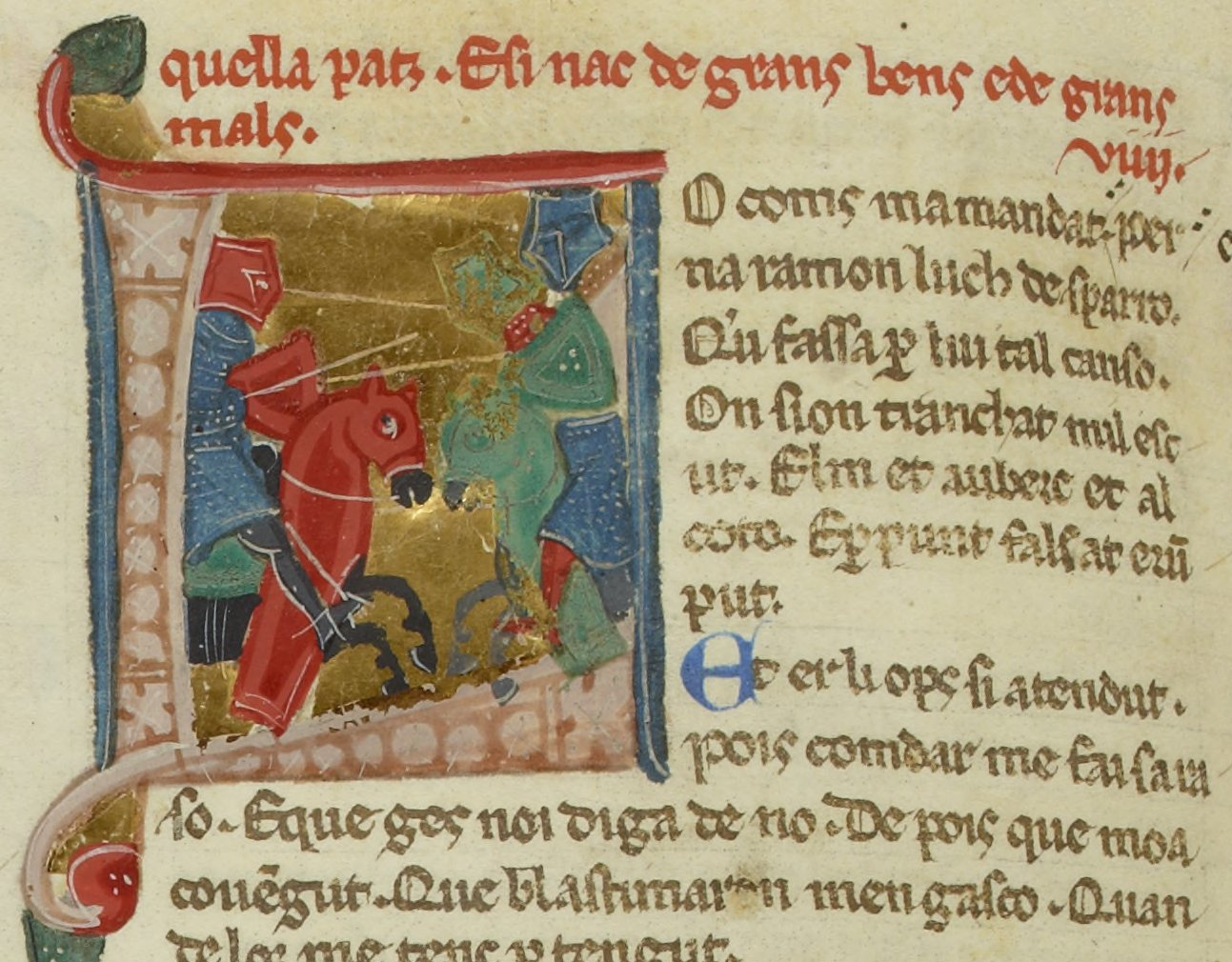
Bertran de Born representat en un combat: BnF ms. 854 fol. 174v, cançoner I

Es conserven més de quaranta-quatre composicions de Bertran i es considera que la seva tasca poètica va iniciar-se entorn de l'any 1181. La majoria de les seves obres pertanyen al gènere del sirventès i tracten fets històrics i polítics que clarament deixen visibles la seva especial atracció pels enfrontaments armats i les guerres. La bel·licositat és un aspecte molt característic de la poesia de Bertran i sovint la utilitza per a crear enemistats i sembrar la discòrdia entre altres senyors.
El seu estil contundent, incisiu i molts cops sarcàstic es complementa amb un llenguatge ric i elegant. Tot i la seva predilecció pels sirventès polítics destaca en la seva obra un plany a la mort d'Enric II d'Anglaterra en el qual s'elogia les virtuts guerreres del cavaller, el seu valor i es nomenen les terres entristides per la seva mort. Aquest és un exemple perfecte de l'estructura clàssica d'aquest gènere trobadoresc.
A més dels sirventesos, és també coneguda la poesia Domna, puois de me no·us chal (80,12) on pren un tret de cada una de les dames que va enumerant per crear la domna soissebuda, la dama imaginada i perfecta. Aquesta poesia fou imitada, però creant un cavaller perfecte en lloc d'una dama, per Elias de Barjols.
Es conserva la música de 80,1 Ai Lemozis, francha terra cortesa, 80,9 Casutz sui de mal en pena, 80,19 Ges de disnar non for' oimais maitis al cançoner W i δ; i de 80,37 Rassa, tant creis e mont' e poia al cançoner R.